# The Nostalgia Critic

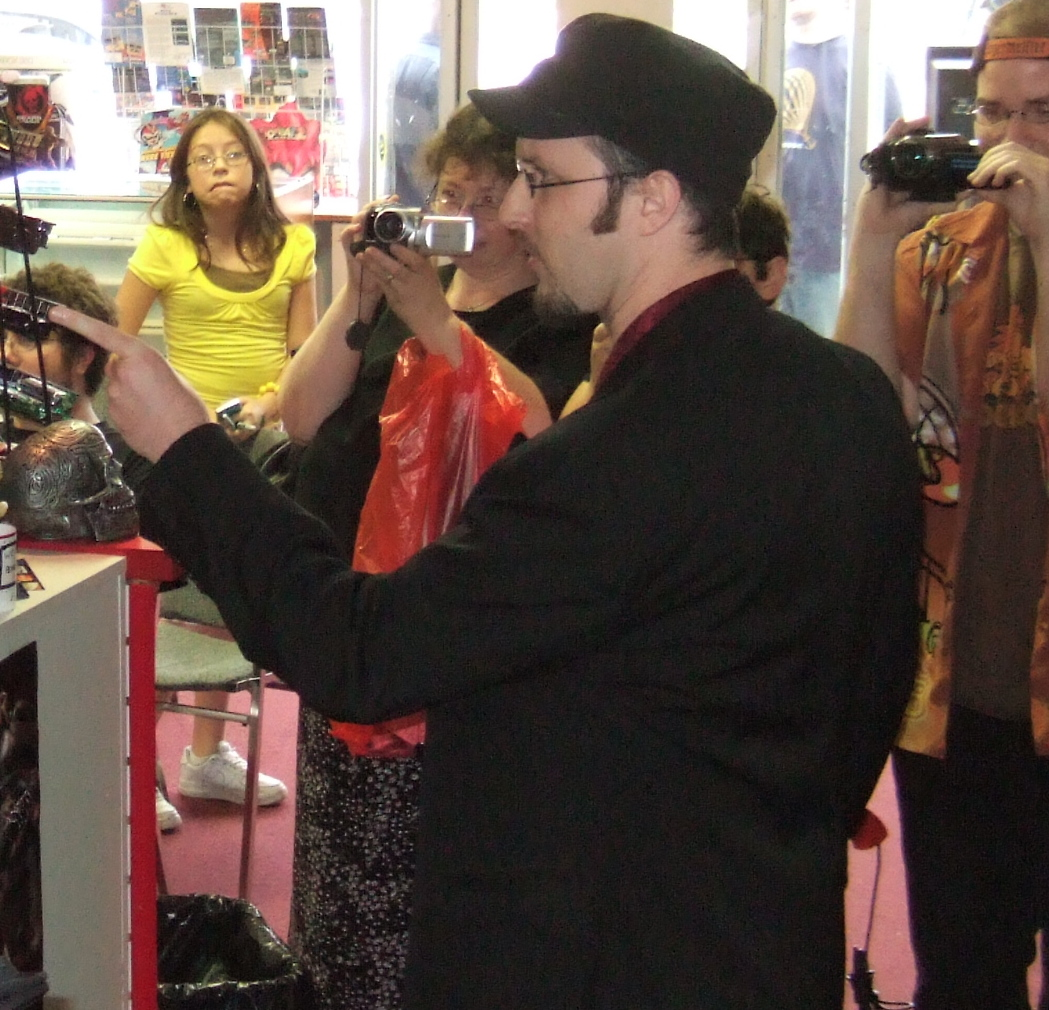
O Nerd (James Rolfe) e o Crítico de Nostalgia (Doug Walker) ficam cara a cara depois que o Crítico aceita o desafio de revisar um jogo ruim

The Nostalgia Critic é uma websérie protagonizando Doug Walker como o crítico epônimo. A série foi lançada inicialmente no YouTube antes de passar a ser hospedado em um site independente, That Guy with the Glasses (Aquele Cara de Óculos), comandada pela empresa de produção Channel Awesome. O Nostalgia Critic é considerado o principal show da Channel Awesome, que passou desde então a incluir conteúdos adicionais, outros sites, e o show paralelo The Nostalgia Chick.
O show envolve o Nostalgia Critic (representado pelo comediante de Chicago, Doug Walker), chamado simplesmente de o Crítico ou NC, fazendo suas análises sobre mídias nostálgicas de forma negativa, mas humorística. As críticas giram em torno em maior parte de filmes e seriados de televisão das décadas de 1980 e 1990, embora haja exceções para filmes que vieram depois de 2000.

## História
A série foi lançada pela primeira vez no YouTube em julho de 2007, mas seus episódios eram frequentemente removidos devido a reclamações de violação de direitos autorais. Em abril de 2008, os vídeos da série foram removidos do YouTube, mas um acordo entre o site e o serviço de hospedagem Blip.tv em 2009 fez com que os vídeos fossem apresentados no YouTube novamente.
O anúncio de um show paralelo, chamado The Nostalgia Chick, foi feito no episódio "The Search for the Nostalgia Chick" (10 de agosto de 2008). O conceito era a de uma apresentadora feminina criticando filmes e shows de televisão nostálgicos destinados ao público feminino. O concurso terminou em um empate entre Lindsay Ellis (que fez uma análise de Pocahontas, da Disney), Krissy Diggs (que analisou Sailor Moon), e Kaylyn Dicksion (com The Last Unicorn). A competição foi vencida por Ellis, que utilizava o nome "The Dudette", conforme anunciado no site, no episódio "Nostalgia Chick Winner!" (15 de setembro de 2008).

## Recepção
O programa recebe em média de 100.000 a 200.000 visualizações por semana. No quarto trimestre do ano fiscal de 2009 apenas, a série arrecadou US$54.000 com propagandas incluídas. Este arrendamento permitiu que Walker largasse seu trabalho como ilustrador para criar uma websérie a nível profissional.
Roger Ebert disse pelo Twitter que "A Tribute to Siskel and Ebert" (10 de novembro de 2009) é "O melhor e mais engraçado vídeo sobre Siskel & Ebert que já vi". Walker pendurou esta frase em sua parede.
Retsupurae criticou o let's play de Bart's Nightmare pelo Crítico (6 de setembro de 2011) no Blip.tv, descrevendo-o como exagerado. Um membro do Retsupurae, Slowbeef, disse: "Doug, aqui é o Mike. Aquilo foi horrível! Aquilo foi terrível! Assinado, Michael". Retsupurae pediu desculpas a várias pessoas das quais debochou em seus vídeos anteriores, dizendo que eles eram muito melhores que Doug.

## Problemas legais
O episódio 121, "The Room" (13 de julho de 2010), foi removido depois de seu lançamento por causa de reclamações de violação de direitos autorais da distribuidora do filme, Wiseau Films. Em resposta, Walker lançou um episódio intitulado "The Tommy Wiseau Show", no qual ele debochava do filme, de seu diretor, e da equipe da Wiseau Films. A partir de então, Walker frequentemente fala menos de Wiseau durante suas aparições públicas em convenções, vestindo uma peruca preta e pedindo que membros da audiência reproduzam partes do filme The Room. O episódio foi mais tarde relançado em um site externo, e trazido de volta ao site hospedeiro no dia 12 de dezembro de 2010.

## Episódios
No dia 10 de agosto de 2011, Walker havia gravado 222 episódios do The Nostalgia Critic. Episódios são tipicamente lançados toda terça ou quarta-feira no thatguywithttheglasses.com.